# 亀岡運動公園
亀岡運動公園（かめおかうんどうこうえん）は、京都府亀岡市にある運動公園である。施設は亀岡市が所有し、株式会社光製作所が指定管理者として運営管理を行っている。

## 概要
亀岡市営の運動公園として開園。また、公園内では9月から10月にコスモス園が開かれる他、亀岡元旦ロードレースなどの陸上競技、日本女子サッカーリーグ公式戦などのスポーツイベントも開催される。

## 施設
- 体育館
  - 住所：亀岡市曽我部町穴太土渕33-1
  - 大体育館：1,836m2
    - バスケットボール（2面）[1]
    - バレーボールコート（3面）[1]

  - 小体育館：810m2
    - バスケットボール（1面）[1]
    - バレーボールコート（2面）[1]

- 競技場
  - 住所：亀岡市曽我部町穴太土渕地内
  - 日本陸上競技連盟第3種公認競技場[2]
  - トラック　400m×6レーン[2]
  - 全体面積：24,300m2[2]
  - フィールド：天然芝[2]
  - 観覧席：約6,000人[3]

- 野球場
  - 住所：亀岡市曽我部町穴太地内
  - 両翼：80m[4]、センター：100m[4]
  - グラウンド：内野・クレー、外野・芝[4]
  - 夜間照明：6基[3]
  - 観覧席：400人[3]

- テニスコート
  - 住所：亀岡市曽我部町穴太地内
  - コート数：9面[5]
  - コート：砂入り人工芝[5]

- その他
  - レジャープール
  - トレーニングルーム
  - 野外ステージ、他

## かめおか国際交流記念公園
亀岡運動公園内にあり、施設内には亀岡市の姉妹都市や友好都市であるクニッテルフェルト (オーストリア)、スティルウォーター (オクラホマ州)、ジャンヂーラ (ブラジル)、蘇州市 (中国) に由来するモニュメント等が置かれている。
- かめおかシティランド
- クニッテルウッドランド
- スティルウォーターランド
- ジャンヂーラランド
- 蘇州園

## アクセス
- バス
  - JR山陰本線・亀岡駅より京阪京都交通バス「園部駅西口行き」または「穴太寺循環」行で「運動公園前」または「亀岡運動公園ターミナル」下車[2][4]

- 自動車
  - 京都縦貫自動車道・亀岡インターチェンジより1.5km（5分） [6]